# Арката
Камерний оркестр «Арката» — музичний колектив Вінницької обласної філармонії. Заснований 1993 року Георгієм Курковим, що є незмінним керівником колективу. Оркестр неодноразово брав участь у міжнародних музичних фестивалях: «Магутны Божа» (Білорусь, Могильов, 1994), «Радом — Ороньсько» (Польща, 1995, 1997), «Пам'яті Святослава Ріхтера» (Житомир), «Чайковський і фон Мекк» (Вінниця), «Травневі музичні зустрічі» (Кропивницький), «Музичні прем'єри сезону» (Київ), «Контрасти» (Львів, 2005), «Міжнародні дні джазової музики», «Барви музики ХХ сторіччя», «Музика в монастирських мурах» (Вінниця).
З оркестром виступали диригенти: М.Дядюра (Київ), В.Редя (Запоріжжя), І.Горський (Дніпропетровськ), Х.Праммер (Відень), Є.Кукля (Люблін), М.Скорик (Київ), В.Плоскіна (Мінськ), В. Д. Фогель (США-Ізраїль), О.Дяченко (Черкаси),
В.Матюхін (Київ), М.Кріль (Тернопіль), С.Раньєрі (Флоренція), О.Драган (Хмельницький).